# Họ Hươu xạ
Họ Hươu xạ (Moschidae) là một họ động vật guốc chẵn pecora gồm 7 loài hươu xạ thuộc chi duy nhất là Moschus.
Chúng có cân nặng khiêm tốn, chỉ 17 kg; các phân loại khác còn nhỏ hơn. Các loài hươu xạ nguyên thủy hơn so với các loài Họ Hươu nai (Cervidae) ở chỗ chúng không có gạc hay các tuyến ở mặt, chỉ có một cặp vú, một túi mật, có tuyến ở đuôi, một cặp răng nanh dạng ngà và đặc biệt là có tuyến thơm ở vùng đáy chậu chứa xạ hương có tầm quan trọng kinh tế đối với con người, được dùng trong y học và sản xuất nước hoa thượng hạng.
Ghi chép hóa thạch của họ này kéo dài từ cuối thế Oligocen, khoảng 28 triệu năm trước. Nhóm này có nhiều trên khắp Âu-Á và Bắc Mỹ vào thế Miocen, nhưng sau đó suy giảm chỉ còn chi Moschus có sinh tồn vào đầu thế Pleistocen.

## Đặc điểm

Hộp sọ của một con đực cho thấy cặp răng nanh đặc trưng của loài hươu xạ.

Hươu xạ nhìn giống hươu nhỏ, có thân hình chắc nịch và chân sau dài hơn chân trước. Chúng dài khoảng 80 đến 100 cm, vai cao 50 đến 70 cm, và nặng từ 7 đến 17 kg. Bàn chân của hươu xạ thích nghi với việc leo trèo ở những địa hình gồ ghề. Giống như loài hươu nước Trung Quốc (Họ Hươu nai), chúng không có gạc, nhưng những con đực có một cặp răng nanh to, tạo thành những chiếc ngà giống như thanh kiếm. Công thức răng hàm tương tự như công thức của các loài hươu thực sự: {\displaystyle {\tfrac {0.1.3.3}{3.1.3.3}}}
Tuyến xạ hương chỉ có ở các con đực trưởng thành. Nó nằm trong một cái túi nằm giữa cơ quan sinh dục và rốn, và dịch tiết của nó rất có thể được sử dụng để thu hút bạn tình.
Hươu xạ là loài động vật ăn cỏ, sống trong môi trường đồi núi, rừng rậm, xa nơi ở của con người. Giống như các loài hươu thực sự, chúng ăn chủ yếu là lá, hoa và cỏ, cùng một số loại rêu và địa y. Chúng là động vật sống đơn độc và duy trì các vùng lãnh thổ được xác định rõ ràng, mà chúng đánh dấu mùi hương bằng các tuyến đuôi của chúng. Hươu xạ nói chung là loài nhút nhát, và sống về đêm hoặc vào bình minh hay hoàng hôn.
Con đực rời khỏi lãnh thổ của chúng vào mùa sinh sản, và tranh giành bạn tình, sử dụng ngà của chúng làm vũ khí. Hươu xạ cái sinh một con non sau khoảng 150–180 ngày mang thai. Những con non mới sinh có kích thước rất nhỏ và về cơ bản là nằm bất động trong tháng đầu tiên cuộc đời của chúng, một đặc điểm giúp chúng ẩn mình khỏi những thú săn mồi.
Hươu xạ bị săn lùng để lấy các tuyến mùi của chúng, thường được sử dụng trong nước hoa. Các tuyến có thể bán được tới 45,000 đô la/kg trên thị trường chợ đen. Người ta đồn rằng những nhà hoàng gia cổ xưa mặc mùi hương của hươu xạ, và nó là một loại thuốc kích thích tình dục.